# Teuta Durrës
Klubi Futbollit Teuta Durrës – albański klub piłkarski, mający siedzibę w mieście Durrës, na zachodzie kraju. Obecnie występuje w Kategoria Superiore. 

## Historia
Chronologia nazw:
- 1920: KS Urani Durrës
- 1922: SK Durrës
- 1930: KF Teuta Durrës
- 1946: KS Ylli i Kuq Durrës
- 1949: KS Durrës
- 1951: KS Puna Durrës
- 1958: KS Lokomotiva Durrës
- 1991: KS Teuta Durrës

Klub sportowy KS Urani został założony w miejscowości Durrës 29 stycznia 1920 roku. W swojej historii klub wielokrotnie zmieniał nazwy. W 1922 został przemianowany na SK Durrës, w 1930 na Teuta Durrës, w 1946 na Ylli i Kuq Durrës (Czerwona Gwiazda), w 1949 ponownie na KS Durrës, w 1951 na Puna Durrës, a w 1958 na KS Lokomotiva Durrës. W 1991 powrócono do obecnej nazwy.
W 1930 po rozpoczęciu rozgrywek o mistrzostwo Albanii, klub przystąpił do rozgrywek w Kategoria e Parë. W debiutowym sezonie zajął 4.miejsce wśród 6 drużyn, a w następnym sezonie 1931 zdobył wicemistrzostwo kraju. W kolejnych latach 1932 i 1933 był trzecim na podium. Potem przez dłuższy czas klub grał pośrednio, spadając i wracając do najwyższej ligi. Największy sukces klub osiągnął w sezonie 1993/94, zdobywając złote medale mistrzostw Albanii.

## Barwy klubowe, strój
| Niebieski | Biały |

Klub ma barwy niebiesko-białe. Zawodnicy domowe spotkania zazwyczaj grają w niebieskich koszulkach, niebieskich spodenkach oraz niebieskich getrach.

## Sukcesy

### Trofea międzynarodowe
| \| \| Zdobyte trofea w rozgrywkach międzynarodowych (stan na: 26-05-2021) \| |                                                                     |      |                  |
| Rozgrywki                                                                    | Osiągnięcie                                                         | Razy | Sezon(y)         |
| · Liga Europy · (Puchar UEFA)                                                | zdobywca                                                            | 0    |                  |
| · Liga Europy · (Puchar UEFA)                                                | finalista                                                           | 0    |                  |
| · Liga Europy · (Puchar UEFA)                                                | 2.runda kw.                                                         | 2    | 2000/01, 2020/21 |
| · Puchar Zdobywców                                                           | zdobywca                                                            | 0    |                  |
| · Puchar Zdobywców                                                           | finalista                                                           | 0    |                  |
| · Puchar Zdobywców                                                           | 1.runda                                                             | 1    | 1995/96          |
| · Puchar Intertoto                                                           | zdobywca                                                            | 0    |                  |
| · Puchar Intertoto                                                           | finalista                                                           | 0    |                  |
| · Puchar Intertoto                                                           | 2.runda                                                             | 1    | 2002             |
| FIFA                                                                         | Zdobyte trofea w rozgrywkach międzynarodowych (stan na: 26-05-2021) |      |                  |

### Trofea krajowe
| \| \| Zdobyte trofea w rozgrywkach Albanii (stan na: 26-05-2021) \| |                                                            |      |                                                            |
| Rozgrywki                                                           | Osiągnięcie                                                | Razy | Sezon(y)                                                   |
| Mistrzostwo                                                         | I miejsce                                                  | 2    | 1993/94, 2020/21                                           |
| Mistrzostwo                                                         | II miejsce                                                 | 6    | 1931, 1992/93, 1994/95, 1995/96, 2006/07, 2011/12          |
| Mistrzostwo                                                         | III miejsce                                                | 8    | 1932, 1933, 1945, 1949, 1991/92, 1999/00, 2012/13, 2018/19 |
| Puchar                                                              | zdobywca                                                   | 4    | 1994/95, 1999/00, 2004/05, 2019/20                         |
| Puchar                                                              | finalista                                                  | 6    | 1957, 1974/75, 1993/94, 2000/01, 2002/03, 2006/07          |
| Superpuchar                                                         | zdobywca                                                   | 1    | 2020                                                       |
| Superpuchar                                                         | finalista                                                  | 3    | 1994, 2000, 2005                                           |
| II liga                                                             | I miejsce                                                  | 2    | 1959, 1961                                                 |
| II liga                                                             | II miejsce                                                 | 0    |                                                            |
| II liga                                                             | III miejsce                                                | 0    |                                                            |
| Albania                                                             | Zdobyte trofea w rozgrywkach Albanii (stan na: 26-05-2021) |      |                                                            |

- Balkans Cup:
  - półfinalista (1x): 1992/93

## Poszczególne sezony

### Rozgrywki międzynarodowe

#### Europejskie puchary
Legenda do wszystkich tabel:
- Q – runda eliminacyjna, 1/16, 1/8, 1/4, 1/2 – odpowiednia faza rozgrywek, Grupa – runda grupowa, 1r gr – pierwsza runda grupowa, 2r gr – druga runda grupowa, F – finał, R – runda, PO – play-off
- k. – rzuty karne, los. – losowanie, Dogr. – dogrywka, w. – zasada bramek strzelonych na wyjeździe

| Sezon   | Rozgrywki                 | Runda | Klub                  | Dom     | Wyjazd  | Ogólnie    |
| ------- | ------------------------- | ----- | --------------------- | ------- | ------- | ---------- |
| 1994/95 | Puchar UEFA               | Q     | Apollon Limassol      | 1–4     | 2–4     | 3–8        |
| 1995/96 | Puchar Zdobywców Pucharów | Q     | TPS Turku             | 3–0     | 0–1     | 3–1        |
| 1995/96 | Puchar Zdobywców Pucharów | 1R    | Parma                 | 0–2     | 0–2     | 0–4        |
| 1996/97 | Puchar UEFA               | 1Q    | FC VSS Košice         | 1–4     | 1–2     | 2–6        |
| 1999    | Puchar Intertoto          | 1R    | Akraness              | 2–1     | 1–5     | 3–6        |
| 2000/01 | Puchar UEFA               | 2Q    | Rapid Wiedeń          | 0–4     | 0–2     | 0–6        |
| 2002    | Puchar Intertoto          | 1R    | Valletta              | 0–0     | 2–1     | 2–1        |
| 2002    | Puchar Intertoto          | 2R    | Gloria Bystrzyca      | 1–0     | 0–3     | 1–3        |
| 2004    | Puchar Intertoto          | 1R    | MFK Dubnica           | 0–0     | 0–4     | 0–4        |
| 2005/06 | Puchar UEFA               | 1Q    | NK Široki Brijeg      | 3–1     | 0–3     | 3–4        |
| 2007/08 | Puchar UEFA               | 1Q    | NK Slaven Belupo      | 2–2     | 2–6     | 4–8        |
| 2012/13 | Liga Europy               | 1Q    | Metalurgi Rustawi     | 0–3     | 1–6     | 1–9        |
| 2013/14 | Liga Europy               | 1Q    | Dacia Kiszyniów       | 3–1     | 0–2     | 3–3, w.    |
| 2016/17 | Liga Europy               | 1Q    | Kajrat Ałmaty         | 0–1     | 0–5     | 0–6        |
| 2019/20 | Liga Europy               | 1Q    | FK Ventspils          | 1–0     | 0–3     | 1–3        |
| 2020/21 | Liga Europy               | 1Q    | Beitar Jerozolima     | 2–0 (D) | 2–0 (D) | 2–0 (D)    |
| 2020/21 | Liga Europy               | 2Q    | Granada CF            | 0–4 (D) | 0–4 (D) | 0–4 (D)    |
| 2021/22 | Liga Mistrzów             | 1Q    | Sheriff Tyraspol      | 0–4     | 0–1     | 0–5        |
| 2021/22 | Liga Konferencji Europy   | 2Q    | Inter Club d’Escaldes | 0–2     | 3–0     | 3–2, Dogr. |
| 2021/22 | Liga Konferencji Europy   | 3Q    | Shamrock Rovers       | 0–2     | 0–1     | 0–3        |

### Rozgrywki krajowe
| \| Albania \| Bilans występów klubu w rozgrywkach piłkarskich Albanii (Stan na 31 maja 2019 r.) \| \| |                                                                                   |        |       |   |   |   |    |    |     |                          |        |        |      |
| Poziom                                                                                                | Rozgrywki                                                                         | Sezony | Mecze | Z | R | P | B+ | B– | Pkt | Lata                     | Awanse | Spadki | Naj. |
| I | Kategoria Superiore                                                               | 78     |       |   |   |   |    |    |     | 1930–1958, 1960, od 1962 | 0      | 2      | 1    |
| II | Kategoria e Parë                                                                  | 2      |       |   |   |   |    |    |     | 1959, 1961               | 2      | 0      | 1    |
| III                                                                                                   | Kategoria e Dytë                                                                  | 0      |       |   |   |   |    |    |     |                          |        |        |      |
| | Puchar Albanii                                                                    | ?      |       |   |   |   |    |    |     | od 1938                  | 0      | 0      | 1    |
| Albania                                                                                               | Bilans występów klubu w rozgrywkach piłkarskich Albanii (Stan na 31 maja 2019 r.) |        |       |   |   |   |    |    |     |                          |        |        |      |

## Piłkarze, trenerzy, prezydenci i właściciele klubu

### Piłkarze

#### Aktualny skład zespołu
| Nr | Poz. | Piłkarz                |
| -- | ---- | ---------------------- |
| 3  | OB   | Renato Arapi (kapitan) |
| 5  | OB   | Rustem Hoxha           |
| 6  | OB   | Kenan Hreljic          |
| 7  | PO   | Fabjan Beqja           |
| 8  | PO   | Albano Aleksi          |
| 9  | NA   | Idelino Colubali       |
| 10 | PO   | Sherif Kallaku         |
| 11 | PO   | Arbër Çyrbja           |
| 12 | BR   | Bobi Celeski           |
| 16 | OB   | Amer Duka              |
| 17 | OB   | Błagoja Todorowski     |
| 20 | NA   | Rubin Hebaj            |

| Nr | Poz. | Piłkarz           |
| -- | ---- | ----------------- |
| 22 | PO   | Ledio Beqja       |
| 23 | NA   | Arlind Kalaja     |
| 24 | OB   | Artan Jaxxhi      |
| 31 | BR   | Geris Neziri      |
| 55 | OB   | Aleksandros Kuros |
| 77 | BR   | Stivi Frashëri    |
| 80 | PO   | Florent Avdyli    |
| 88 | NA   | Emiljano Vila     |
| 97 | PO   | Ildi Gruda        |
| 98 | NA   | Lorenco Vila      |
| 99 | NA   | Dejvid Kapllani   |
|    | BR   | Armando Përlleshi |

## Struktura klubu

### Stadion
Klub piłkarski rozgrywa swoje mecze domowe na stadionie Niko Dovana w Durrës, który może pomieścić 12000 widzów.

### Inne sekcje
Klub prowadzi drużyny dla dzieci i młodzieży w każdym wieku. Funkcjonuje także sekcja piłkarska dla dziewcząt.

### Sponsorzy
Sponsorem technicznym jest niemiecka firma Uhlsport. Sponsorem głównym jest Caffè Pascucci.

## Kibice i rywalizacja z innymi klubami

### Kibice
Kibicami Teuty są Djemtë e Detit (Chłopcy Morza), Piratët 2016 oraz Marinsat 2017.

### Rywalizacja
Największymi rywalami klubu są inne zespoły z miasta oraz okolic.

### Derby
- Erzeni Shijak
- KS Kastrioti
- KF Adriatiku Mamurrasi